# Opti (Messe)

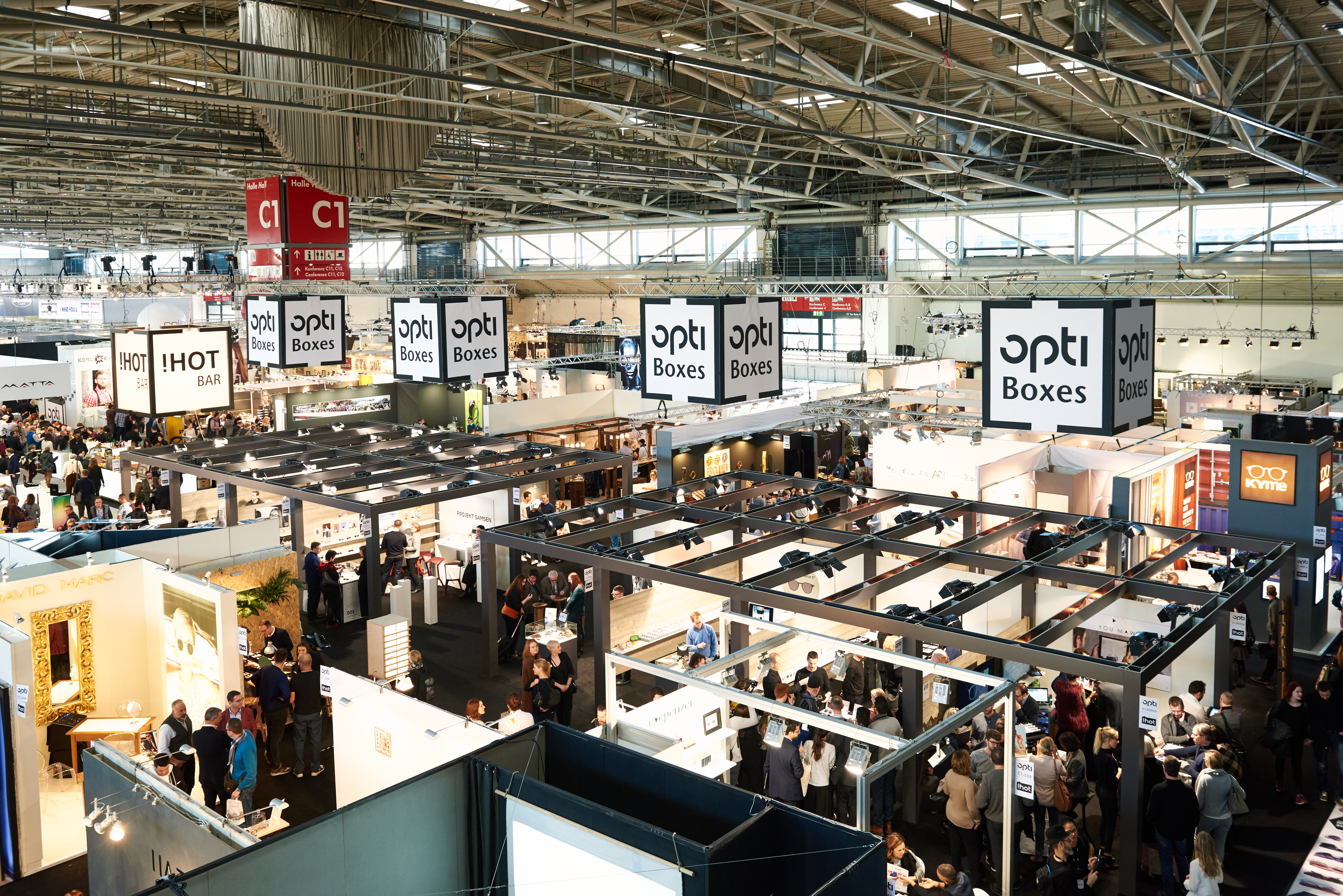
Opti 2017

Die opti ist eine internationale Messe für Optik und Design. Im jährlichen Turnus wird die Fachmesse von der Gesellschaft für Handwerksmessen mbH (GHM) auf dem Messegelände München veranstaltet.

## Geschichte
Zum ersten Mal wurde die Messe 1998 von den Salzburger O.K. Messen unter dem Namen Opti-München im MOC-Center München veranstaltet, damals noch als deutschsprachige Messe. Seit 2004 findet sie in der Neuen Messe München statt. 2008 übernahm die Gesellschaft für Handwerksmessen (GHM) die Organisation der opti und positionierte die Messe international.
Ab dem Jahr 2021 war geplant, die Messe in ungeraden Jahren auf der Messe Stuttgart und in geraden Jahren in München stattfinden zu lassen. Für das Jahr 2021 musste sie aufgrund der COVID-19-Pandemie in Deutschland abgesagt werden. Im Januar 2022 fiel die Entscheidung, die Messe dauerhaft jährlich im Januar in München auszurichten und nicht mit Stuttgart zu wechseln.

## Kennzahlen
2000 kamen 16.407 Besucher bei einem Angebot von 450 Ausstellern. 2005 stieg die Zahl der Fachbesucher auf 32.963 Personen aus 63 Ländern, 2012 kamen 23.108 Besucher bei 456 Ausstellern. 2017 informierten sich 27.277 Fachbesucher bei 557 Ausstellern aus 35 Ländern über Produkte im Bereich der Augenoptik. Die Messe im Januar 2018 erweiterte den Ausstellungsbereich C1–C4 um die Halle B4 auf fünf Messehallen. Gezählt wurden 28.430 Messebesucher und 668 Aussteller aus 40 Ländern. Die Messe 2019 fand in den sechs Messehallen C1–C6 statt. Gezählt wurden rund 28.000 Besucher bei 631 Ausstellern.
Wegen der Pandemie war die Messe im Jahr 2021 abgesagt worden und startete mit reduzierter Ausstellungsfläche im Mai 2022 neu. Im Jahr 2022 besuchten 13.064 Fachbesucher die Messe bei 355 Ausstellern auf 15.153 m² Fläche. Im Jahr darauf kamen 15.471 Besucher bei 308 Ausstellern auf 12.100 m² Ausstellungsfläche.

## Ausstellungsbereiche
Internationale Hersteller präsentieren auf der Messe Neuheiten von Brillenfassungen, Gläsern, Kontaktlinsen, Instrumenten, Werkzeugen und Werkstattausrüstungen sowie Geräte zur Diagnostik, Pflege- und Reinigungsmittel, Hör- und Akustikgeräte. Daneben werden IT-Lösungen, Ladenbau und Strategien für Marketing und Vertrieb sowie Möglichkeiten zur Berufsbildung vorgestellt. Referenten halten Vorträge über Neuheiten in der Augenoptikerbranche und Start-Ups zeigen Neuheiten.